# Йозеф Готліб Кельрейтер
Йозеф Готліб Кельрейтер (нім. Joseph Gottlieb Kölreuter, 27 квітня 1733 року, Зульц-на-Некарі — 12 листопада 1806 року, Карлсруе) — німецький ботанік. Експериментально довів наявність статі у рослин. Розробляв метод штучної гібридизації рослин, відкрив явище гетерозису (термін введено значно пізніше — у 1914 році), запровадив у селекційну практику метод реципрокних схрещувань. Вперше описав запилення за допомогою комах, з'ясував роль нектару, описав дихогамію. Роботи Кельрейтера вплинули на розвиток ембріології рослин і генетики.